# Wilhelm Reichmann (Jurist)
Friedrich Wilhelm Heinrich Justus Reichmann (* 15. Januar 1799 in Herborn; † 29. September 1870 in Wiesbaden) war ein deutscher Jurist und Mitglied der Zweiten Kammer der Landstände des Herzogtums Nassau.

## Leben
Wilhelm Reichmann wurde als Sohn des Amtmanns Carl Reichmann und dessen Ehefrau Christine Elisabeth Dapping geboren.
Nach seinem Studium der Rechtswissenschaften war er von 1819 bis 1826 in verschiedenen Verwaltungen als Amtsakzessist tätig, als er zum Amtssekretär ernannt wurde und bis 1831 als Revisor bei der Rechnungskammer in Wiesbaden beschäftigt war.
Anschließend war er bis 1848 als Kriminalrichter in Dillenburg und Wiesbaden und dann bis 1856 als Staatsanwalt eingesetzt.
Bevor er 1868 in den Ruhestand verabschiedet wurde, war er nach seiner Tätigkeit als Staatsanwalt bis 1862 Domänenrat am Finanzkollegium und anschließend Oberappellationsgerichtsrat.
Ab 1852 hatte er ein Mandat für die Zweite Kammer der Landstände des Herzogtums Nassau (Wahlkreis XXII Wiesbaden), das er 1854 niederlegte. Sein Nachfolger im Parlament wurde Carl Ebenau, der das Mandat jedoch nicht angenommen hat. Für ihn kam Christian Wilhelm Kreidel in das Parlament.